# Чемпионат СССР по лыжным гонкам 1990
Лыжные гонки в программе VII зимней Спартакиады народов СССР проводились в Тысовце (Львовская область) с 3 февраля по 11 февраля 1990 года. Разыграно 8 комплектов медалей в гонках на 15 км — классический стиль, 15 км — свободный стиль, 30 км — классический стиль, эстафете 4×10 км (мужчины); в гонках на 10 км — классический стиль, 10 км — свободный стиль, 15 км — классический стиль, эстафете 4х5 км (женщины). Гонки на 50 км свободный стиль (мужчины) и на 30 км свободный стиль (женщины) были отменены в Тысовце из-за нехватки снега и проведены в Сыктывкаре (Коми АССР) как чемпионат СССР 25 и 26 марта 1990 года.
На церемонии открытия Спартакиады участников приветствовали председатель оргкомитета, председатель Львовского облисполкома Михаил Кирей и заместитель председателя Госкомспорта СССР, главный судья Виктор Маматов. Раиса Сметанина и Владимир Смирнов подняли флаги СССР и УССР. Елена Вяльбе и Алексей Прокуроров зажгли огонь Спартакиады.

## Медалисты

### Командные результаты
1. Московская область — 515
2. Свердловская область — 480
3. Москва — 458
4. Ленинград — 358
5. Коми АССР — 248
6. Эстонская ССР — 228
7. Белорусская ССР — 204
8. Казахская ССР — 193
9. Челябинская область — 192
10. Магаданская область — 158
11. Удмуртская АССР — 130
12. Украинская ССР — 98

### Командные результаты среди ДСО и ведомств
1. Советская Армия — 863,5
2. ВДФСО профсоюзов — 675,5
3. «Динамо» — 237

### Мужчины
|                                                         | Золото | Серебро | Бронза |
| Гонка на 15К км 5 февраля                               | Владимир Смирнов Казахская ССР 37:50,6 | Мирон Филиппов Коми АССР 38:10,6                                                                                  | Андрей Кириллов Свердловская область 38:21,4                                                                               |
| Гонка на 15К км 5 февраля                               | 4. Герман Карачевский (Горьковская область) 38:27,3 5. Михаил Ботвинов (Москва) 38:31,0 6. Алексей Прокуроров (Владимирская область) 38:38,6 7. Игорь Бадамшин (Свердловская область) 38:50,5 8. С. Быков (Свердловская область) 38:59,2 9. Михаил Девятьяров (Московская область) 39:01,0 10. Геннадий Лазутин (Московская область) 39:04,6 11. Евгений Дуркин (Ленинград) 39:22,8 12. Николай Тарбеев (Свердловская область) 39:24,5 13. Урмас Вяльбе (Эстонская ССР) 39:31,0 37. Эльмо Кассин (Эстонская ССР) 60. Пеэп Койду (Эстонская ССР) DNF Яанус Теппан (Эстонская ССР)                              | | |
| Гонка на 15С км 10 февраля                              | Михаил Ботвинов Москва 33:55,4 | Владимир Смирнов Казахская ССР 34:00,4                                                                            | Михаил Девятьяров Московская область 34:34,1                                                                               |
| Гонка на 15С км 10 февраля                              | 4. Игорь Бадамшин (Свердловская область) 34:47,8 5. Андрей Кириллов (Свердловская область) 34:50,1 6. Андрей Перлов (Ленинград) 34:54,3 7. Вячеслав Плаксунов (Белорусская ССР) 34:56,0 8. Геннадий Лазутин (Московская область) 35:00,8 9. Алексей Прокуроров (Владимирская область) 35:07,5 10. Герман Карачевский (Горьковская область) 35:11,1 11. Николай Герасимов (Татарская АССР) 35:23,2 12. Дмитрий Михалёв (Челябинская область) 35:25,3 21. Эльмо Кассин (Эстонская ССР) 36. Урмас Вяльбе (Эстонская ССР)                                                                                         | | |
| Гонка на 30К км 3 февраля                               | Владимир Смирнов Казахская ССР 1:22:11,5 | Мирон Филиппов Коми АССР 1:23:13,3                                                                                | Александр Голубев Новосибирск 1:23:45,4                                                                                    |
| Гонка на 30К км 3 февраля                               | 4. Михаил Ботвинов (Москва) 1:23:48,0 5. Алексей Прокуроров (Владимирская область) 1:24:15,5 6. Андрей Кириллов (Свердловская область) 1:24:42,4 7. Дмитрий Михалёв (Челябинская область) 1:24:47,0 8. Михаил Девятьяров (Московская область) 1:24:48,9 9. Геннадий Лазутин (Московская область) 1:25:20,9 10. Герман Карачевский (Горьковская область) 1:25:37,8 11. С. Быков (Свердловская область) 1:25:40,1 12. Игорь Бадамшин (Свердловская область) 1:25:45,0 17. Эльмо Кассин (Эстонская ССР) 1:26:22 19. Яанус Теппан (Эстонская ССР) 25. Урмас Вяльбе (Эстонская ССР) 49. Пеэп Койду (Эстонская ССР) | | |
| Эстафета 4х10 км 7 февраля                              | РСФСР-2 Владимир Никитин (24:48,6)[уточнить] Герман Карачевский (24:24,8) Алексей Прокуроров (23:00,2) Александр Голубев (23:22,3) 1:35:35,9 | Эстонская ССР Пеэп Койду (25:26,4) Яанус Теппан (24:51,4) Эльмо Кассин (23:17,6) Урмас Вяльбе (22:18,3) 1:35:53,7 | Москва Николай Щедров (25:04,4) Юрий Бурлаков (25:07,2) Александр Галимуллин (23:25,8) Михаил Ботвинов (22:22,1) 1:35:59,3 |
| Эстафета 4х10 км 7 февраля                              | 4. Челябинская область 1:36:31,1 5. Магаданская область 1:36:35,4 6. Ленинград (Андрей Сергеев) 1:36:36,7 7. Казахская ССР 1:37:09,2 8. Свердловская область 1:37:23,3 9. РСФСР-4 1:37:23,7 10. Московская область 1:38:03,0 | | |
| Гонка на 50С км (Чемпионат СССР) 26 марта 104 участника | Алексей Прокуроров Вооружённые силы Владимир 2:15:20,8 | Евгений Дуркин Вооружённые силы Ленинград 2:16:26,5                                                               | Николай Матафонов «Динамо» Свердловск 2:18:22,6                                                                            |
| Гонка на 50С км (Чемпионат СССР) 26 марта 104 участника | 4. Михаил Девятьяров (Вооружённые силы Московская область) 2:18:30,7 5. М. Козлов («Динамо») 2:18:38,5 6. С. Сергеев (Белорусский центр олимпийской подготовки) 2:18:44,6 7. С. Филимонов (Белорусский центр олимпийской подготовки) 2:19:10,9 8. Каликан Нагомбаев («Динамо») 2:19:28,7 9. Фаниль Ахмедьянов (Вооружённые силы) 2:20:22,5 10. Дмитрий Михалёв («Динамо») 2:20:52,0 | | |

### Женщины
|                                                       | Золото | Серебро | Бронза |
| Гонка на 10К км 4 февраля                             | Любовь Егорова Ленинград 30:03,9 | Лариса Лазутина Московская область 30:09,8                                                                              | Раиса Сметанина Коми АССР 30:12,5                                                                                                   |
| Гонка на 10К км 4 февраля                             | 4. Екатерина Ковалевич (Сахалинская область) 30:13,6 5. Тамара Тихонова (Удмуртская АССР) 30:26,5 6. Ирина Спицына (Архангельская область) 30:28,8 7. Светлана Нагейкина (Московская область) 30:32,9 8. Елена Вяльбе (Магаданская область) 30:33,3 9. Наталья Черных (Москва) 30:33,6 10. Елена Каширская (Москва) 30:35,2 11. Нонна Абакумова (Челябинская область) 30:43,0 12. Татьяна Кириллова (Москва) 30:43,5 16. Эвели Петерсон (Эстонская ССР) 31:22 19. Пирет Ниглас (Эстонская ССР) 31:41 32. Криста Лепик (Эстонская ССР) 74. Маргит Альт (Эстонская ССР) | | |
| Гонка на 10С км 11 февраля                            | Лариса Лазутина Московская область 24:15,3 | Елена Вяльбе Магаданская область 24:18,8                                                                                | Тамара Тихонова Удмуртская АССР 24:37,9                                                                                             |
| Гонка на 10С км 11 февраля                            | 4. Любовь Егорова (Ленинград) 24:54,6 5. Елена Каширская (Москва) 25:01,0 6. Раиса Сметанина (Коми АССР) 25:11,6 7. Светлана Нагейкина (Московская область) 25:15,6 8. Ирина Спицына (Архангельская область) 25:16,9 9. Антонина Ордина (Камчатская область) 25:19,8 10. Наталья Черных (Москва) 25:21,7 11. Татьяна Есипова (Москва) 25:37,8 12. Анфиса Резцова (Московская область) 25:44,6 22. Криста Лепик (Эстонская ССР) 24. Пирет Ниглас (Эстонская ССР) 29. Эвели Петерсон (Эстонская ССР)                                                                    | | |
| Гонка на 15К км 6 февраля                             | Любовь Егорова Ленинград 44:40,3 | Светлана Нагейкина Московская область 44:48,8                                                                           | Лариса Лазутина Московская область 44:58,0                                                                                          |
| Гонка на 15К км 6 февраля                             | 4. Екатерина Ковалевич (Сахалинская область) 45:12,2 5. Раиса Сметанина (Коми АССР) 45:18,5 6. Елена Вяльбе (Магаданская область) 45:33,2 7. Елена Каширская (Москва) 45:51,2 8. Татьяна Кириллова (Москва) 45:55,3 9. Ирина Тараненко (Украинская ССР) 46:13,5 10. Антонина Ордина (Камчатская область) 46:34,8 11. Ирина Спицына (Архангельская область) 46:38,2 12. Криста Лепик (Эстонская ССР) 46:45,9 23. Пирет Ниглас (Эстонская ССР) | | |
| Эстафета 4х5 км 8 февраля                             | РСФСР-4 Антонина Ордина (13:39,4) Екатерина Ковалевич (13:42,2) Ирина Спицына (13:00,2) Тамара Тихонова (12:18,6) 52:40,4 | Москва Наталья Черных (13:59,2) Татьяна Есипова (14:02,8) Татьяна Кириллова (13:10,4) Елена Каширская (12:08,4) 53:19,8 | Московская область Вера Фёдорова (14:54,8) Ольга Космачёва (14:20,8) Светлана Нагейкина (12:35,6) Лариса Лазутина (11:49,4) 53:40,6 |
| Эстафета 4х5 км 8 февраля                             | 4. Свердловская область (Гульнара Тухватуллина) 53:41,0 5. РСФСР-5 54:24,6 6. Ленинград 54:31,9 7. Белорусская ССР 54:33,6 8. Коми АССР 54:47,8 9. Украинская ССР 54:53,3 10. РСФСР-3 56:06,8 | | |
| Гонка на 30С км (Чемпионат СССР) 25 марта 60 участниц | Ирина Спицына Вооружённые силы Архангельск 1:34:39,3 | Светлана Камоцкая Профсоюзы Минск 1:35:09,3                                                                             | Людмила Обгорелова Свердловск 1:36:03,6                                                                                             |
| Гонка на 30С км (Чемпионат СССР) 25 марта 60 участниц | 4. Гульнара Тухватуллина (Вооружённые силы) 1:36:47,5 5. Тамара Тихонова (Профсоюзы) 1:36:58,5 6. Ольга Ромасько (Профсоюзы) 1:38:02,1 7. Н. Иляхунова (Ленинград) 1:38:48,4 8. Глафира Афанасьева (Профсоюзы) 1:38:50,3 9. Н. Пуршева (Москва) 1:38:54,8 10. Вера Фёдорова (Профсоюзы) 1:39:14,0 | | |

### Мужчины (70 км)
28-й лично-командный чемпионат СССР в лыжной гонке на 70 км среди мужчин проводился в Кандалакше Мурманской области 15 апреля 1990 года.
|                | Золото                                            | Серебро                               | Бронза                                     |
| Гонка на 70 км | Андрей Сергеев Вооружённые силы Ленинград 2:52:28 | Андрей Кукрус «Динамо» Москва 2:52:57 | Вячеслав Бобров Вооружённые силы Ленинград |

### Женщины (командная гонка 20 км)
Чемпионат СССР в командной гонке на 20 км проводился в Апатитах Мурманской области 14 апреля 1990 года.
|                          | Золото                                                                                              | Серебро                                                                                             | Бронза |
| Командная гонка на 20 км | Профсоюзы-1 Раиса Сметанина Светлана Нагейкина Елена Каширская Наталья Черных Нонна Абакумова 57:27 | Профсоюзы-2 Ольга Космачева Вера Фёдорова Светлана Камоцкая Ирина Тараненко Татьяна Есипова 1:00:36 | Профсоюзы-3 Глафира Афанасьева Елена Гренрос Ирина Приданникова Ольга Ромасько Светлана Сарварова 1:01:48 |